# باباحیدر
شهر باباحیدر مرکز بخش باباحیدر در شهرستان فارسان از توابع استان چهارمحال و بختیاری است.

## مردم شناسی
مطابق اطلس زبان‌های ایران، زبان مادری مردم شهر باباحیدر تماما لری بختیاری می‌باشد.
بر پایه سرشماری عمومی نفوس و مسکن در سال ۱۳۹۵ جمعیت این شهر۱۰٫۹۲۲ نفر (در ۳۲۷۶ خانوار) بوده‌است.

## سد باباحیدر
کار ساخت سد باباحیدر با گنجایش دریاچه ۱۴٫۵ میلیون متر مکعب در تیر ماه سال ۱۳۸۷ آغاز شد و قرار بود در سال‌های ۹۲ مورد بهره‌برداری قرار گیرد ولی به دلیل فراز و نشیب‌های مختلف از جمله مشکل اصلی تخصیص قطره چکانی اعتبار لازم، کار ساخت به مدت بیش از یک دهه تقریباً راکد بود و بالاخره در آبان سال ۱۴۰۲ این سد آبگیری شد.

## گردشگری
باباحیدر در دامنه کوه‌های زاگرس واقع شده است. این شهر دارای اماکن زیارتی مانند امامزاده سید میراحمد و امامزاده حیدر ابن مالک همچنین مراکز گردشگری مانند غار سراب در روستای امید آباد، چشمه کفشینه، احمدآباد، دردگه، زیرده و… است.
وجه تسمیه باباحیدر  به خاطر وجود امامزاده حیدر ابن مالک در این شهر است.